# تشارلز ألبرت تانر
تشارلز ألبرت تانر هو سياسي كندي، ولد في 29 يناير 1887، وتوفي في 12 فبراير 1970.